# Alberto Guttuario
Alberto Guttuario dei De Castello (Asti, ... – Asti, 16 luglio 1439) è stato un vescovo cattolico italiano.
È stato vescovo di Asti dal 1409 al 1439.

## Biografia
Il vescovo Alberto proveniva dalla antichissima famiglia ghibellina dei Guttuari signori di Agliano, alleata con la famiglia Turco ed Isnardi nel consorzio dei De Castello.
Alberto, benedettino abate di San Bartolomeo di Pavia, salì sulla cattedra di Asti in un periodo di difficoltà e stravolgimenti della Chiesa italiana e piemontese in particolare.
Pochi anni prima, Urbano II aveva ridimensionato la diocesi di Asti crando quella di Mondovì in seguito ai contrasti sfociati nello scisma d'Occidente.
Ora, Filippo Maria Visconti faceva pressione per accaparrarsi domini della diocesi astigiana. Alla ferma opposizione del vescovo, il duca di Milano lo fece imprigionare per un anno presso il Castel Vecchio di Asti.
Durante il Concilio di Costanza, arrivò la scomunica per il Visconti e l'interdetto per la città di Asti. Il duca quindi, liberò il vescovo che lo perdonò ed anzi si recò a Costanza per perorare la causa del duca milanese.
Il vescovo al ritorno ad Asti, nell'impossibilità di dimorare presso la sua antica sede del Castel vecchio, ormai sede della guarnigione militare, acquistò un palazzo nelle immediate vicinanze delle abitazioni dei Catena nella contrada di San Sisto.
Il 13 giugno 1412, il vescovo entrava in possesso della casa che era stata di Filippone Cavazone, presso la chiesa di San Sisto.
Nello stesso anno, Alberto acquistava anche una casa contigua dai fratelli Tommasi per una somma si 100 genovini d'oro.
Il 3 agosto 1412 i canonici della cattedrale acquistarono due abitazioni accanto a quelle del vescovo ed in seguito a diatribe sorte per la proprietà ne cedettero una con corte e torre angolare .
Questo gruppo di case venne riadattato e modificato in un unici palazzo signorile ed è tuttora la sede dell'episcopio astigiano.